# 肘
肘（ひじ、肱、臂）は、人間の腕の移行部で、上腕と前腕を繋ぐ肘関節（ちゅうかんせつ）と、これらを取り巻く筋や腱のことを指す。脚における膝に対応する。狭義には、腕を折り曲げたときに外側になる部分を指す。

## 概要
後面に尺骨上端部の肘頭があり、曲げると突出する（ファニーボーン）。前面には肘窩（ちゅうか）と呼ばれる浅い窪みも見られ、静脈注射にしばしば利用される。皮静脈がはっきりしているためである。
肘関節は上腕骨、橈骨、尺骨の間に存在する関節である。その屈伸を行うのは、主に上腕骨と尺骨間である。

## その他
- 肘のような形状（特に直角に曲がった形）のことも肘と称される。
- 膝枕は膝頭の上の腿を枕にすることだが、肘枕（ひじまくら）は肘を曲げて手の上に頭を乗せて寝ることである。膝枕と異なり、自分専用である。他人を寝かせるときは腕枕（うでまくら）を使う。
- 肘鉄砲、肘鉄とは肘で突きのける動作を指す。転じて誘いをはねつけること。
- 肘当てとは洋服の肘の部分を補強する当て布を指す。
- 肘掛けとは、肘をもたせかける部分を指す。脇息やイスを参照。
- 肘笠は、肘を笠の代用にすること。
- 肘笠雨といえば、にわか雨を指す。
- 肘は拳と比較すると鋭くて硬く、打撃に使用する部位としては非常に優れている。詳細は肘打ちにて解説。
- 肘をぶつけた時にビリビリと電気が走ったようになるのは、骨や筋肉に守られていない場所に尺骨神経が走っているので、ぶつけた際に刺激が直接神経に伝わるため[1]。